# Upplands runinskrifter ATA7269/60B
Upplands runinskrifter ATA7269/60B är ett vikingatida runstensfragment av röd gävlesandsten som påträffades vid Klockargården, Eds socken och Upplands Väsby kommun. 
Fragmentets storlek är 21 gånger 16 centimeter. 1956 uppmärksammades vid Klockargården åtta stycken runstensfragment av röd sandsten, som emellertid hittats redan 1940 i samband med grävningen av en avloppsledning. U ATA7269/60B, och de övriga sju fragmenten som hittades vid samma tillfälle och på samma plats, förvaras i Runby, Upplands Väsbys hembygdsgård.

## Inskriften
Translitterering av runraden:
...-ur · sin ...
Normalisering till runsvenska:
... sinn(?) ...
Översättning till nusvenska:
... sin(?) ...